# Adhemarius roessleri
Adhemarius roessleri là một loài bướm đêm thuộc họ Sphingidae. Nó được miêu tả bởi Eitschberger năm 2002, và được tìm thấy ở Brasil, Columbia, Guyana, miền bắc Peru và Guyane thuộc Pháp.
There are probably at least two generations per year.
Ấu trùng có thể ăn các loài Ocotea, như Ocotea veraguensis, Ocotea atirrensis và Ocotea dendrodaphne.